# Chiesmans
Chiesmans was een warenhuisgroep gevestigd in Lewisham, Londen. Het bedrijf werd in 1884 opgericht als een algemene textielhandel en groeide uit tot het grootste warenhuis in Zuidoost-Londen en exploitant van een netwerk van vestigingen dat zich uitstrekt van Essex tot het Isle of Wight. De groep werd in 1976 overgenomen door House of Fraser. De voormalige vlaggenschipwinkel van Lewisham sloot in 1997.

## Geschiedenis
Chiesman Brothers is opgericht door de broers Frank en Harry Chiesman in september 1884 in Lewisham. Ze kochten de textiewinkel van Cross Brothers op 59 High Street in Lewisham, die bekend stond als Paris House. Chiesmans specialiseerde zich in de verkoop van restanten en partijen. De broers veranderden het bedrijf en verkochten naast stoffen ook producten uit andere categorieën toe.
De winkel breidde zich uit naar aangrenzende panden en in 1899 werden wachtkamers en een theesalon aan de winkel toegevoegd. Binnen een paar jaar hadden de broers het toonaangevende warenhuis van Lewisham opgericht. In 1908 omvatte de winkel 41-59 High Street. Tussen de panden liep een weg en er werd een tunnel aangelegd die de twee gebouwen met elkaar verbond. De meubelafdeling was een bijzonder succesvol onderdeel van het bedrijf en Chiesmans kocht verschillende panden aan om hun voorraad aan te houden.
Na de Eerste Wereldoorlog kwamen de zonen Stewart, Russell en Howard bij het bedrijf en in 1921 werd een nieuwe winkel gebouwd. In hetzelfde jaar werd het bedrijf omgezet naar Chiesmans Limited. In de jaren 1930 werd de winkel uitgebreid en werden andere panden aangekocht, waaronder panden aan de overkant van de High Street. In 1939 werd er een nieuwe brug gebouwd over Granville Grove die de twee helften van de hoofdwinkel met elkaar verbond.

## Uitbreiding
In 1933 begon Chiesmans een periode van expansie buiten Lewisham met de aankoop van Denniss Paine & Co. uit Maidstone, Kent. De volgende acquisitie was die van Martins in Canterbury in 1949, terwijl een derde winkel in 1957 werd toegevoegd in Gravesend (voorheen Bon Marche).
In 1957 werd het bedrijf een naamloze vennootschap, waarbij de meeste aandelen in handen waren van de familie Chiesman. In de komende twee jaar werden winkels gekocht in Tunbridge Wells (Waymarks, 1958), het Isle of Wight (Edward Morris, 1959), Ilford (Burnes, 1959), Upton Park (John Lewis, 1959) en Rochester (Leonards, 1959). De Lewisham-winkel werd in 1960 opnieuw uitgebreid. Aanvullingen waren onder meer een nieuwe stoffenhal en een zelfbedieningsrestaurant.

## Overname
In 1976 werd Chiesmans gekocht door House of Fraser. De winkels werden onder hetzelfde management gebracht als Barkers en Army & Navy als divisie van de Southern Division handelsgroep van House of Fraser. De voormalige kantoren van Chiesmans in Lewisham werden het hoofdkantoor van de regionale groep.
Onder House of Fraser werden meerdere warenhuizen onder de Chiesmans-naam geëxploiteerd. Een aantal warenhuizen  in Londen en het zuidoosten van de voormalige Hide-groep, die in 1975 waren overgenomen, werden aanvankelijk omgedoopt tot Chiesmans. Hieronder de Hide-winkel in Kingston upon Thames en de J R Roberts-vestiging in Southend. Er werd ook een winkel geopend in Bexleyheath. 

## Sluiting
Uiteindelijk werden de Chiesmans-winkels omgedoopt tot Army & Navy. Onderhoudskosten en veranderende winkelpatronen zorgden ervoor dat de Lewisham-winkel in 1993 tot de helft van zijn omvang slonk en later, in 1997, volledig sloot. Alle voormalige Chiesmans-winkels zijn nu gesloten.